# IHL 1932/33
Die Saison 1932/33 war die vierte reguläre Saison der International Hockey League (IHL). Meister wurden die Buffalo Bisons.

## Teamänderungen
Folgende Änderungen wurden vor Beginn der Saison vorgenommen:
- Die Pittsburgh Yellow Jackets stellten den Spielbetrieb ein.

## Modus
In der Regulären Saison absolvierten die sechs Mannschaften jeweils zwischen 42 und 44 Spiele. Auf die letzten beiden Spiele zwischen Cleveland und Detroit verzichtete man, da diese keinen Einfluss mehr auf die Tabelle hatten. Für einen Sieg erhielt jede Mannschaft zwei Punkte, bei einem Unentschieden einen Punkt und bei einer Niederlage null Punkte.

## Reguläre Saison

### Tabelle
Abkürzungen: GP = Spiele, W = Siege, L = Niederlagen, T = Unentschieden, GF = Erzielte Tore, GA = Gegentore, Pts = Punkte
|                   | GP | W  | L  | T | GF  | GA  | Pts |
| ----------------- | -- | -- | -- | - | --- | --- | --- |
| London Tecumsehs  | 44 | 27 | 9  | 8 | 111 | 66  | 62  |
| Buffalo Bisons    | 44 | 26 | 12 | 6 | 128 | 70  | 58  |
| Syracuse Stars    | 44 | 23 | 15 | 6 | 136 | 119 | 52  |
| Windsor Bulldogs  | 44 | 16 | 22 | 6 | 87  | 120 | 38  |
| Cleveland Indians | 42 | 10 | 27 | 5 | 100 | 147 | 25  |
| Detroit Olympics  | 42 | 10 | 27 | 5 | 75  | 115 | 25  |